# ジャック・ヒューズ
ジャック・ヒューズ（Jack Hughes, 2001年5月14日 - ）は、アメリカ合衆国フロリダ州オーランド出身のプロアイスホッケー選手。NHLのニュージャージー・デビルスに所属している。ポジションはセンター。兄のクイン・ヒューズ、弟のルーク・ヒューズもNHL選手。

## 経歴
2019年のNHLドラフト1巡目(全体1位)でニュージャージー・デビルスから指名され、その後ルーキー契約を結んだ。
2019-20シーズン、2019年10月19日のバンクーバー・カナックス戦でNHL初ゴールを記録した。
2020-21シーズン途中に、デビルスと8年総額6,400万ドルの契約延長に合意した。
2021-22シーズンは肩の脱臼や内側側副靱帯の捻挫などで49試合の出場に留まったが、キャリアハイとなる56ポイント（26ゴール、30アシスト）を記録し、初のオールスターゲームに選出された。
2022-23シーズンはさらに成績を伸ばし、78試合に出場して99ポイント（43ゴール、56アシスト）を記録。2年連続でオールスターゲームに選出され、デビルスは球団最高記録となる52勝を挙げた。また、99ポイントはデビルスの選手のレギュラーシーズンにおける最高記録となった。99ポイント目は、弟のルーク・ヒューズへのアシストだった。この他に、優れたスポーツマンシップと高い実力を兼ね備えた選手に贈られるレディ・バイング記念賞のファイナリストにも選出された。自身初出場となったプレーオフでは、ニューヨーク・レンジャースとの1回戦7試合で5ポイントを記録。チームは4勝3敗で勝利し、12年ぶりのプレーオフ1回戦突破となった。続く2回戦ではカロライナ・ハリケーンズに1勝4敗で敗れた。

## 家族
家族全員がアイスホッケー選手。父のジムはプロビデンス大学でプレーした後、現在はNHLのボストン・ブルーインズでコーチを務めている。母のエレンはアメリカ代表として1992年の世界選手権で銀メダルを受賞した。兄のクインは2018年にNHL入りし、現在はバンクーバー・カナックスに所属している。弟のルークは2021年にデビルスへ入団し、現在もチームメイトとなっている。

## 詳細情報

### 受賞歴
- NHLオールスターゲーム選出：2回（2022年、2023年）

### 背番号
- 86（2019年 - ）